# Lekåsa socken
Lekåsa socken i Västergötland ingick i Barne härad, ingår sedan 1983 i Essunga kommun och motsvarar från 2016 Lekåsa distrikt.
Socknens areal är 22,4 kvadratkilometer varav 22,34 land. År 2000 fanns här 260 invånare. Kyrkbyn Lekåsa med sockenkyrkan Lekåsa kyrka ligger i socknen.

## Administrativ historik
Socknen har medeltida ursprung.
Den 1 januari 1947 (enligt beslut den 14 december 1945) överfördes till Elings socken de obebodda fastigheterna Västorp 1:9 och Västorp 1:11, omfattande en areal av 0,11 km² land.
1 januari 1948 (enligt beslut den 20 december 1946) överfördes till Fåglums socken den obebodda fastigheten Bronäset, omfattande en areal 0,001 km² land.
1 januari 1952 (enligt beslut den 20 oktober 1950) överfördes till Larvs socken vissa områden omfattande 2,17 km², varav allt land. Folkmängden i området hade sedan tidigare räknats till Larvs landskommun och församling.
Vid kommunreformen 1862 övergick socknens ansvar för de kyrkliga frågorna till Lekåsa församling och för de borgerliga frågorna bildades Lekåsa landskommun. Landskommunen uppgick 1952 i Essunga landskommun som 1971 ombildades till Essunga kommun som 1974 uppgick i Vara kommun. Området bröts ut därifrån 1983 för att återuppstå som Essunga kommun med något mindre omfång än kommunen hade till 1974. Församlingen uppgick 2002 i Lekåsa-Barne Åsaka församling som 2019 uppgick i Essunga församling. 
1 januari 2016 inrättades distriktet Lekåsa, med samma omfattning som församlingen hade 1999/2000.  
Socknen har tillhört län, fögderier, tingslag och domsagor enligt vad som beskrivs i artikeln Barne härad. De indelta soldaterna tillhörde Skaraborgs regemente, Skånings kompani och Västgöta regemente, Barne kompani.

## Geografi
Lekåsa socken ligger söder om Vara. Socknen är en slättbygd som genomkorsat av skog och mossbevuxna bergryggar som går i öst-västlig riktning.
Socknen gränsar i sydväst och väst till Barne-Åsaka socken, i norr till Elings socken, i öster till Västerbitterna socken och i söder skar gränsen till tidigare Älvsborgs län i Jämnasjön.
Namn på berg i socknen är Skaraberget, Sjöberget, Laberget, Riseberget, Traneberget samt Här(ad)sberget.

## Fornlämningar
Från bronsåldern finns enstaka gravar. Från järnåldern finns sex gravfält.

## Namnet
Namnet skrevs 1358 Lekasum och kommer från kyrkbyn. Namnet innehåller lek, 'fågellek, fåglars parningslek' och ås syftande på höjder där kyrkan ligger.